# Golamo Bukowo
Golamo Bukowo (bułg. Голямо Буково) – wieś w Bułgarii, w obwodzie Burgas, w gminie Sredec. W 2023 roku liczyła 129 mieszkańców.